# Кибири
Кибири (также: пороме) — один из папуасских языков. Распространён в деревнях вдоль реки Кикори, в округе Кикори провинции Галф, в Папуа — Новой Гвинеи. Численность носителей — 1 100 человек (1977 SIL).
Малькольм Росс отнёс язык к подгруппе кивай-пороме трансновогвинейской филы языков. Стивен Вурм классифицировал кибири как изолят.